# Eduardo Alves da Costa
Eduardo Alves da Costa (Niterói, Rio de Janeiro, 6 de março de 1936) é um escritor, poeta e pintor brasileiro.

## Biografia
Eduardo Alves da Costa nasceu em Niterói, mas aos dois meses de idade mudou-se para São Paulo com seus pais. Organizou, em 1960, no Teatro de Arena, em São Paulo, uma das mais instigantes atividades culturais do período, as Noites de Poesia, em que eram divulgadas as obras de jovens poetas. Participou do movimento Os Novíssimos, da Massao Ohno, em 1962. Costa graduou-se no curso de Direito da Universidade Presbiteriana Mackenzie em 1962, mas não chegou a exercer a profissão.
Trabalhou como redator nas agências de publicidade Proeme e Supar, foi copidesque nos jornais O Globo e Última Hora, editor de textos na Editora Abril, redator nas revistas Pop e Intervalo 2000, gerente de redação no Círculo do Livro. 
Em 1982, após frequentar durante muitos anos o ateliê do pintor Mário Gruber, começou a se dedicar também à pintura. Fez duas residências artísticas, com ateliê, em Velletri, na Itália, em 2009, e em Montmartre, Paris, na França, em 2010.

## "No caminho com Maiakóvski"
O poema mais popular do autor, "No caminho com Maiakóvski", escrito na década de 1960 como manifestação de revolta à intolerância e violência impostas pela ditadura militar, foi envolvido em uma série de equívocos quanto à atribuição de autoria. Para alguns, o texto era do poeta russo Vladimir Maiakóvski. Para outros, o verdadeiro autor era o dramaturgo alemão Bertolt Brecht.
Durante a campanha das Diretas Já, o poema virou símbolo na luta contra a ditadura, aparecendo em camisetas, pôsteres, cartões postais, sendo quase sempre associado ao poeta russo ou ao dramaturgo alemão. Com a introdução da internet no país, o equívoco massificou-se. De acordo com Costa, o engano surgiu na década de 1970, quando o psicanalista Roberto Freire incluiu em um de seus livros o poema, dando crédito ao escritor russo e citando Costa como tradutor. Entretanto, o autor do poema diz não se arrepender de ter utilizado o nome do autor russo no título.
Foi graças à telenovela Mulheres Apaixonadas, originalmente exibida pela Rede Globo em 2003, numa cena em que a personagem de Christiane Torloni lê um trecho do poema, dando o crédito correto, que o mal-entendido foi desfeito.

## Obras publicadas
- Fátima e o velho (contos) – Massao Ohno Editor, 1960
- Salamargo (poemas) – Massao Ohno Editor, 1962
- O tocador de atabaque (poemas) – Editora Paulista, 1969
- Chongas (romance) – Editora Ática, 1974
- Salamargo (poemas) – Massao Ohno Editor, 1982
- No caminho, com Maiakóvski (poemas) – Nova Fronteira, 1985
- No caminho, com Maiakóvski (poemas) – Círculo do Livro, 1987
- A sala do jogo (contos) – Estação Liberdade, 1989
- A sala do jogo (contos) – Círculo do Livro, 1992
- Memórias de um assoviador (humor) – Schmuckler Editores, 1994
- Os gigantes de Kashtar (conto editado anteriormente em A sala do jogo) – Atual Editora, 1994
- O canibal vegetariano (poemas) – Geração Editorial, 2003
- Tango, com violino (romance) – Tordesilhas, 2014 ISBN 9788564406926
- Balada para os últimos dias (poemas) – SESI-SP Editora, 2015 ISBN 9788582055885
- Cem gramas de Buda (contos) – SESI-SP Editora, 2015 ISBN 978-8582055847
- A sala do jogo (contos) – SESI-SP Editora, 2015 ISBN 9788582055861
- Poemas de circunstância (poesia) – SESI-SP Editora, 2016 ISBN 9788582058787
- Chongas (romance) – SESI-SP Editora, 2016 ISBN 9788582055823
- Oriente próximo, extremo oriente (contos) – Faria e Silva Editora, 2021 ISBN 9786589573289
- Poesia reunida (poesia) – Faria e Silva Editora, 2021 ISBN 9786589573296

### Participação em antologias
- Antologia dos novíssimos – Massao Ohno Editor, 1962
- Poesia viva – Civilização Brasileira, 1968
- Canto melhor – Paz e Terra, 1968
- Poetas novos do Brasil – Instituto Nacional do Livro, 1969
- Brasil em cantos e versos – Natureza – Melhoramentos, 1992
- Ponte poética Rio-São Paulo – Sete Letras, 1995
- Antologia poética da Geração 60 – Nankin Editorial, 2000, ISBN 9788586372209
- Brasil 2000, antologia de poesia contemporânea brasileira – Alma Azul Editora, Coimbra, Portugal, 2000
- Os cem melhores poetas brasileiros do século, antologia poética – Geração Editorial, 2001
- Paixão por São Paulo – Terceiro Nome, 2004
- Antologia comentada da literatura brasileira, poesia e prosa – Editora Vozes, 2006
- Roteiro da poesia brasileira, anos 60 – Global, 2011
- Rubem Braga – a poesia é necessária – Global, 2015
- Poemas para exumar a história viva – Cult Editora, 2021

### Livros infantis(sob o pseudônimo Dudu Calves)
- Formiguento, o preguiçoso – Melhoramentos, 1980
- O pombal de Toninho – Melhoramentos, 1980
- Quá-Quá, o pato guerreiro – Melhoramentos, 1980
- Astrogildo, o hipopótamo elegante – Melhoramentos, 1980
- O quintal de Dona Lula – Melhoramentos, 1980
- O macaco bananoso – Melhoramentos, 1980

### Obras teatrais e outras
- Noites de Poesia (organizador) – Teatro Arena, 1968
- Os hóspedes estão amanhecendo (teatro), 1968
- Uma lebre na moita do destino, crônicas publicadas no jornal Diário de São Paulo, reunidas em volume inédito
- Suaves campainhas para o sono de Heitor (teatro), primeiro lugar no prêmio Anchieta de 1978 para peças inéditas
- Os sobreviventes (peça teatral), 1991
- Os meninos da pátria (peça teatral), 1992

### Exposições de pintura
- Galeria Dina Vierny, Paris, França, 1999
- Embaixada do Brasil, Haia, Holanda, 2000
- 5 Continenten 1 Wereld – Galerie & Beeldentuin Laerken Hazersmonde, Amsterdã, Holanda, 2000
- Galerie Kühn, Berlim, Alemanha, 2000
- Galerie Kühn, Bremen-Lilienthal, Alemanha, 2001
- Plusgalleries, Antuérpia, Bélgica, 2001
- Galerie Birkenried, Gundelfingen, Alemanha, 2001
- Pinacoteca de São Paulo, 2002
- Museu Nacional, 2002